# Erlendur Patursson

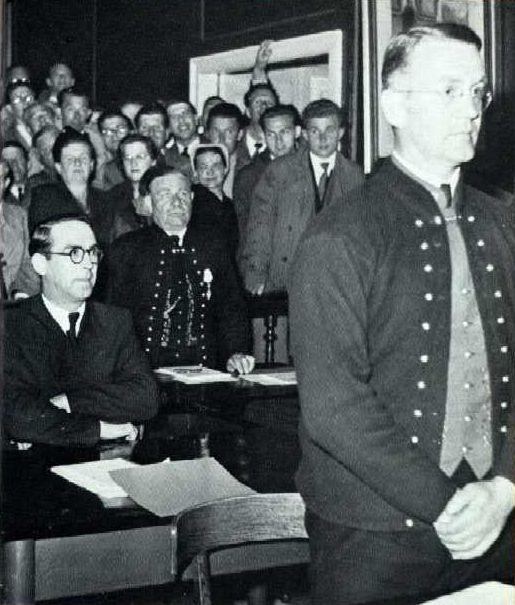
Patursson, till vänster, vägrar resa sig när danske kungen besöker lagtinget 1955.

Erlendur Patursson, född 20 augusti 1913 i Kirkjubøur, död 16 juni 1986, var en färöisk politiker (nationalist) och författare. Han var son till kungsbonden Jóannes Patursson och Guðny Eiriksdóttir (från Island). 
Patursson blev tidigt intresserad av politiken och blev bland de första och största i partiet Tjóðveldisflokkurin (republikanerna). Före tiden i partiet var han medlem av Lagtinget 1958–1966 och 1970–1986. Åren 1963–1967 var han fisk- och finansminister och mellan 1973 och 1977 var han medlem i Folketinget i Danmark.
Under sin tid i Nordiska rådet kämpade Patursson för att förklara Färöarna, Grönland och Åland som självstyrande länder.
Som författare blev Patursson uppmärksammad genom sitt verk om Färöarnas fiskeri. År 1981 fick han Färöarnas litteraturpris i fackboksklassen.